# Onthophagus vividus
Onthophagus vividus är en skalbaggsart som beskrevs av Gilbert John Arrow 1907. Onthophagus vividus ingår i släktet Onthophagus och familjen bladhorningar. Inga underarter finns listade i Catalogue of Life.